# Carmen de los Mártires
El Carmen de los Mártires es un famoso carmen y jardín ubicado en la ciudad española de Granada. Se encuentra en la falda sur de la colina del cerro del Mauror (Hizn Mauror) que sustenta en su cúspide las Torres Bermejas, dentro del recinto de la Alhambra, en los terrenos conocidos hasta el siglo XIV por los árabes como Campo de Ahabul y por los cristianos como el Campo o corral de los Cautivos. Con sus más de siete hectáreas es el más grande de los cármenes de la ciudad, en el que se incluyen un magnífico palacete, jardines románticos y huertos nazaríes sobre la capital granadina, con extraordinarias vistas panorámicas de Sierra Nevada, de la Vega y de la ciudad.

## Historia
Otrora fue conocido como el Corral de los Cautivos, ya que los presos cristianos permanecían aquí en unas mazmorras árabes. Durante la toma de Granada en 1492, se dice que Boabdil partió desde este lugar para entregar la ciudad a Isabel la Católica, quien mandó edificar la primera iglesia de la ciudad, una ermita en la parte alta de la colina en honor a los mártires cristianos. Jerónimo Münzer visitó esta zona en 1494 describiéndolo como "zona de maniobras militares y justas medievales, sembrada de silos y mazmorras". Posteriormente, en 1573 la iglesia se convirtió en convento de los carmelitas descalzos, del que fue prior San Juan de la Cruz entre 1582 y 1588, quien escribió la mayoría de sus libros en el convento, plantó árboles y ayudó a la construcción del acueducto. Por esta época el lugar fue dotado con varias capillas, claustro y numerosas dependencias. 
El convento fue finalmente destruido en 1842 tras la desamortización de Mendizábal, cuyos terrenos pasaron al padre del general Carlos Calderón quien edifica el actual palacete, numerosos jardines y agranda la alberca. La propiedad pasa por distintos dueños, siendo el ingeniero de minas belga Humbert Meersmans de Smet quien lo adquirió en 1891 y lo dotó de gran belleza, convirtió el estanque en un lago romántico con una isla en el centro y cascadas, y dotó los jardines de numerosas esculturas, laberintos y vegetación. Fue catalogado como Bien de Interés Cultural (BIC) en la categoría de Jardín Histórico en 1943.
La finca pasó después a Joaquín de Arteaga, XVII duque del Infantado, quien a su vez lo dio en herencia a su hija, la última propietaria privada, Cristina de Arteaga, una religiosa jerónima. Cristina finalmente dona el Carmen de los Mártires al Ayuntamiento de Granada en 1958. Tras pasar una época en la que quedó abandonado, durante los años 1970, el ayuntamiento decide adjudicar una operación inmobiliaria que demolió parte de la propiedad para construir un hotel; sin embargo, la presión social impidió que las obras continuaran. En 1986 se realiza una restauración para disfrute de los visitantes, siendo reinaugurado el palacete en diciembre por el entonces vicepresidente del gobierno, Alfonso Guerra.

## Distribución

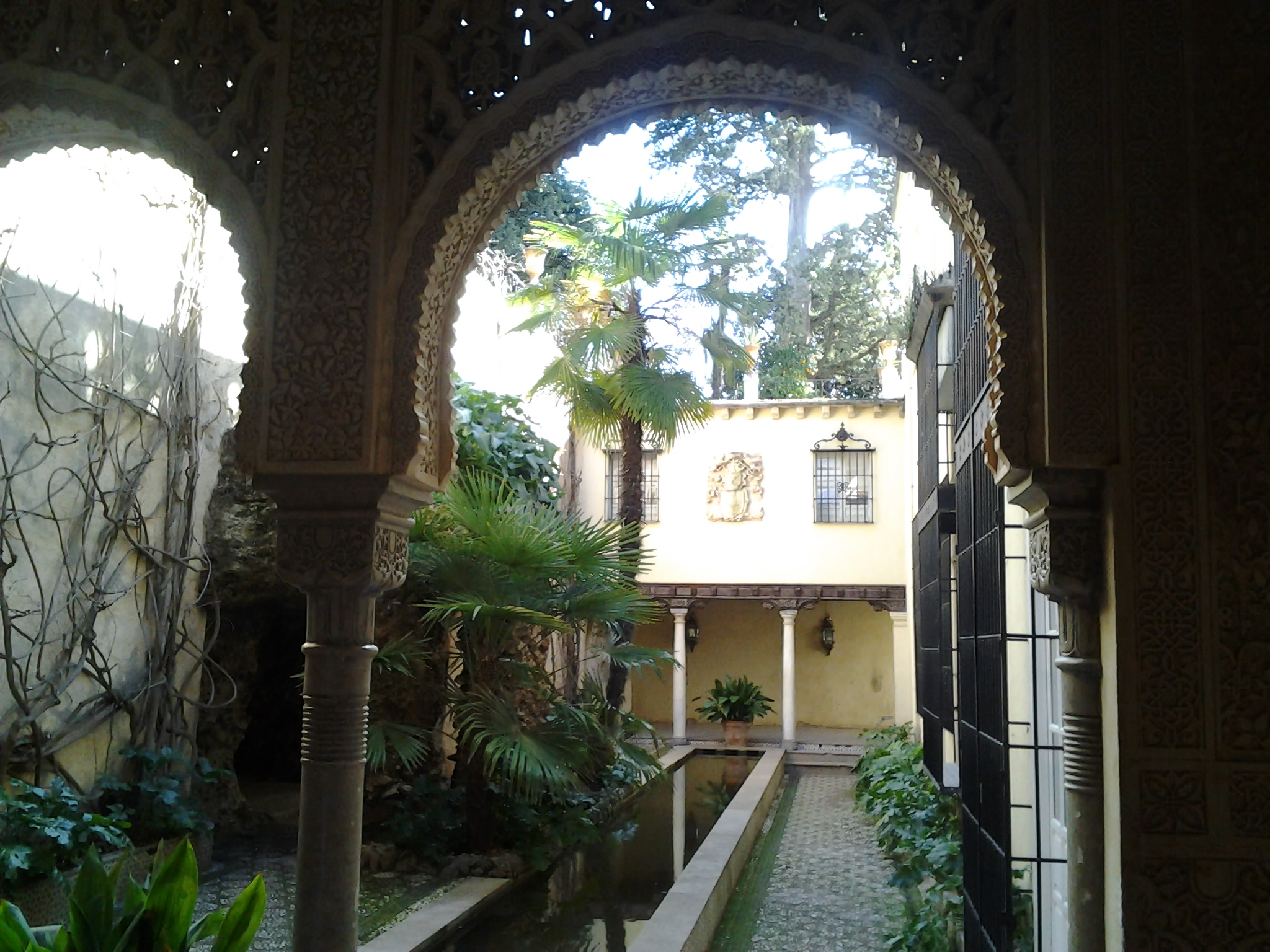
Patio nazarí

### Huerto
El huerto ha sido restaurado y se ha respetado la vegetación que podría haber existido durante la época conventual, con plantas medicinales y aromáticas como el romero, tomillo, orégano, lavanda o incluso fresas.

### Isla del lago
Rodeada por un estanque donde habitan cisnes negros, el lago está rodeado por árboles y arbustos como la palmera, los setos de arrayán y las cañas de bambú. En el centro de la isla se encuentra también el árbol de las pelucas, llamado así por sus frutos plumosos. También existen carpes, madroños, cedros de Bussaco, originarios de la primera plantación con 150 años de edad.

### Jardín francés, español e inglés
El jardín francés es distinto del original. En la actualidad alberga tiene una imagen más boscosa con magnolios, palmeras, naranjos y arbustos de flor. Por otro lado, el jardín español está situado junto a la terraza que da al auditorio Manuel de Falla. Se quiso imitar los cármenes granadinos, aunque actualmente solo queda un estanque rodeado por rosales y tilos originales. Finalmente, el jardín inglés está a espaldas del palacete y forma un bosque de palmeras con una fuente dedicada a Felipe II en el centro.

### Patio nazarí
Concebido por el duque del Infantado en homenaje a la jardinería nazarí. El patio alberga un empedrado granadino, rodeado por un estanque inspirado en el patio de la Acequia de la Alhambra, con macetas y ventanales con jazmines. En el centro hay una pequeña cueva excavada en la pared.

## Rodajes
En 2015 se grabó en el carmen el último capítulo de la serie española El príncipe.